# Warren Hickox House

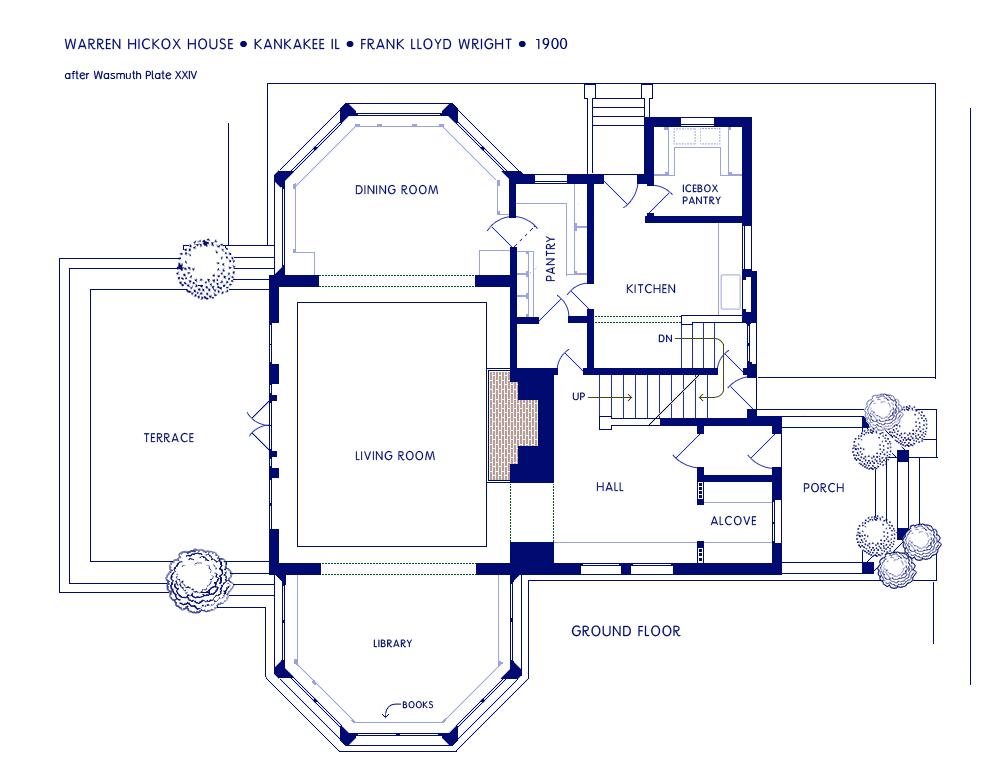
Pianta del piano terra.

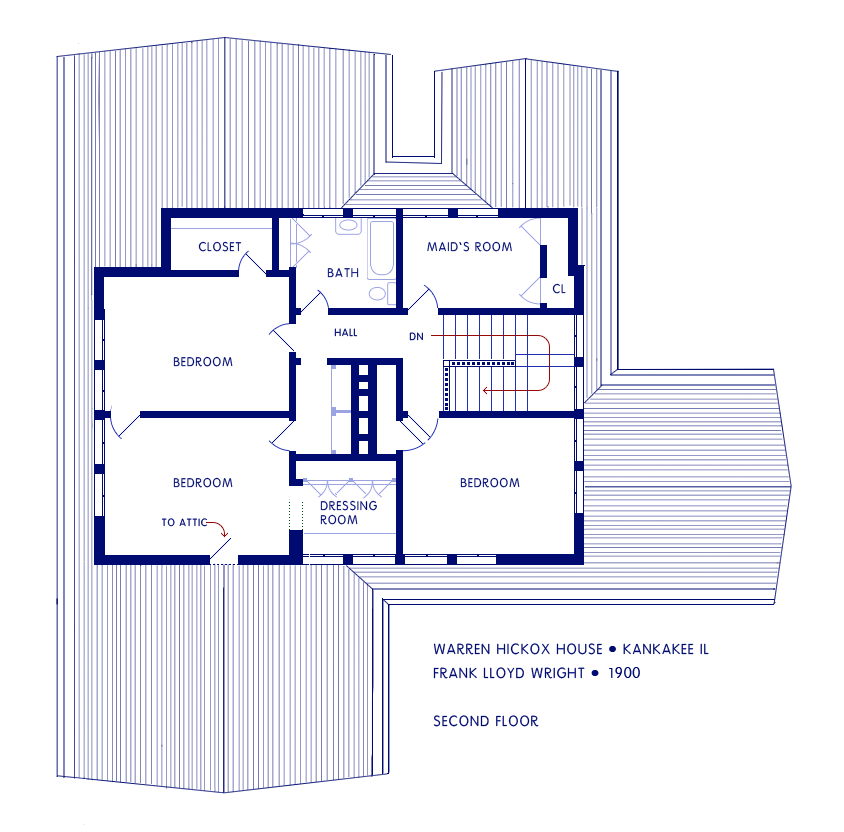
Pianta del piano superiore.

Warren Hickox House, italianizzata in Casa Warren Hickox, e anche nota semplicemente come Hickox House, è una casa opera di Frank Lloyd Wright costruita a Kankakee, Illinois, Stati Uniti d'America. Il design della casa si ispira a un modello già proposto da Wright in due articoli pubblicati sul Ladies' Home Journal.

## Storia
Warren Hickox aveva un'attività di compravendita immobiliare a Kankakee, in Illinois; era il fratello di Anna Hickox Bradley, proprietaria di un'altra villa progettata da Wright, la B. Harley Bradley House, sita a fianco di questa. La casa fu progettata sulla base di due articoli scritti dall'architetto per il Ladies' Home Journal. Più precisamente, gli interni si basano sul progetto sviluppato nell'articolo chiamato “A Home in a Prairie Town” e gli esterni su quanto mostrato in quello denominato “A Small House with Lots of Room in It”. Questi progetti potrebbero basarsi a loro volta sul progetto "Primitive Chinese House", scritto su Histoire de l'Habitation Humaine, depuis les Temps Préhistoriques Jusqu'à nos Jours da Eugène Viollet-le-Duc. È possibile che il costruttore abbia usato questa casa come quartier generale per la direzione dei lavori relativi alla costruzione dell Bradley House, che è ad essa successiva.

## Architettura
I muri esterni furono coperti con intonaco bianco e decorati con legno. I muri interni vennero invece dipinti con un intonaco color sabbia. Le decorazioni lignee interne alla casa, fatta eccezione per il pavimento in legno di quercia, sono state realizzate in pino di Georgia, talvolta secondo un revival dello stile Tudor. La F.B. Henderson House e la S. A. Foster House, rispettivamente a Elmhurst e a Chicago, sono molto simili a questo edificio. Questa casa ha quattro camere da letto ed un camino. La casa attualmente non è stata modificata rispetto al progetto originario, fatta eccezione per l'ingresso in cucina e per la terrazza meridionale. La casa è ritenuta una delle figlie del periodo più maturo dell'attività architettonica di Wright ed è definita come uno dei suoi migliori lavori. La casa è stata aggiunta al National Register of Historic Places il 3 gennaio 1978. La casa, profondamente risistemata, è ora aperta al pubblico.